# Tony Rothman
Tony Rothman (né le 24 avril 1953) est un physicien, universitaire et écrivain de science-fiction américain.

## Biographie
Tony est le fils de l'écrivain de science-fiction Milton A. Rothman (en).
Rothman obtient son B.A. au Swarthmore College en 1975 puis son Ph.D à l'université d'Austin au Texas en 1981. Il y étudie ensuite la relativité générale au Center for Relativity. Il continue des études post-doctorales à l'université d'Oxford, à l'université de Moscou et à l'université du Cap.  
Rothman travaille brièvement comme éditeur au Scientific American, puis il prend un poste à Harvard, à l'université de Wesleyan, et au Bryn Mawr College et plus récemment à l'université de Princeton. 
Rothman est aussi éditeur scientifique des Mémoires du russe Andreï Sakharov. Il a écrit dans de nombreux magazines tels Scientific American, Discover, The New Republic et History Today.

## Publications
Le premier écrit de Tony Rothman est le roman The World is Round (Ballantine, 1978), un texte de science fiction à propos de l'évolution d'une civilisation extraterrestre sur une planète semblable à la Terre.
- 2008 Sacred mathematics: Japanese temple geometry (avec Hidetoshi Fukagawa)
- 2003 Everything's relative: and other fables from science and technology
- 1998 Doubt and certainty: the celebrated academy (avec E.C.G. Sudarshan)
- 1995 Instant physics: from Aristotle to Einstein, and beyond
- 1991 A physicist on Madison Avenue
- 1989 Science à la mode: physical fashions and fictions
- 1989 Censored tales
- 1985 Frontiers of modern physics: new perspectives on cosmology, relativity, black holes, and extraterrestrial intelligence
- 1978 The world is round